# Careproctus ostentum
Careproctus ostentum är en fiskart som beskrevs av Gilbert, 1896. Careproctus ostentum ingår i släktet Careproctus och familjen Liparidae. Inga underarter finns listade.